# A Sense of Purpose
A Sense of Purpose deveti je studijski album švedske metal grupe In Flames. Objavljen je u Europi 4. travnja 2008. u nakladi Nuclear Blasta te u Sjevernoj Americi 1. travnja u nakladi Koch Recordsa. Ograničena inačica albuma bila je objavljena u nakladi od 1500 primjeraka. Ta objava bila je dostupna istog dana europske objave. 
Glavni singl "The Mirror's Truth" bio je službeno objavljen 7. ožujka 2008. godine.
Dana 10. travnja album je debitirao na prvom mjestu službene švedske ljestvice albuma. Debitirao je i na 28. mjestu Billboardove top 200 ljestvice.
A Sense of Purpose je posljednji In Flamesov album na kojem pojavio se izvorni član sastava Jesper Strömblad.

## Popis pjesama
1. "The Mirror's Truth" – 3:01
2. "Disconnected" – 3:36
3. "Sleepless Again" – 4:09
4. "Alias" – 4:49
5. "I'm the Highway" – 3:41*
6. "Delight and Angers" – 3:38
7. "Move Through Me" – 3:05
8. "The Chosen Pessimist" – 8:16
9. "Sober and Irrelevant" – 3:21
10. "Condemned" – 3:34
11. "Drenched in Fear" – 3:29
12. "March to the Shore" – 3:26
13. "Eraser" (Japanese bonus track) – 3:18
14. "Tilt" (Japanese bonus track) – 3:45
15. "Abnegation" (Japanese bonus track) – 3:43

Na ograničenoj inačici albuma nalazi se bonus DVD koji dolazi s CD-om i na njemu je 160-minutni dokumentarac o stvaranju albuma. U dokumentarcu je napomenuto da je snimljeno 17 pjesama i da su samo 12 na albumu te još 3 samo na singlu. Postoje još 2 prethodno nepoznate pjesme koje su snimljene, ali još nisu objavljene. Kroz komentar Andersa Fridéna o snimljenih 16 pjesama, može se zaključiti da je jedna od neobjavljenih pjesama vrlo vjerojatno samo instrumental, dok sve ostale sadrže vokal.

## Zasluge
In Flames
- Anders Fridén – vokali
- Jesper Strömblad – gitara
- Björn Gelotte – gitara
- Peter Iwers – bas-gitara
- Daniel Svensson – bubnjevi

## Ljestvica
| Godina | Ljestvica         | Pozicija |
| ------ | ----------------- | -------- |
| 2008.  | The Billboard 200 | 28       |
| 2008.  | UK Top 75         | 54       |
| 2008.  | Švedska           | 1        |
| 2008.  | Finska            | 3        |
| 2008.  | Kanada            | 7        |
| 2008.  | Japan             | 14       |
| 2008.  | Njemačka          | 6        |

## Vanjske poveznice
- In Flames, službene stranice
- Nuclear Blast